# Antoine Boisclair
Antoine Boisclair est un poète, essayiste et enseignant québécois,,.

## Biographie
Antoine Boisclair détient une thèse de doctorat de l'Université McGill. Il enseigne la littérature au Collège Jean-de-Brébeuf,.
En poésie, il fait paraître, aux Éditions du Noroît, Le bruissement des possibles (2011) et Solastalgie (2019).
Il a également publié un essai aux Éditions Fides qui s'intitule L’École du regard. Poésie et peinture chez Saint-Denys Garneau, Roland Giguère et Robert Melançon (2009),,,. En 2021, il a publié un second essai: Un poème au milieu du bruit. Lectures silencieuses, aux Éditions du Noroît.
En plus d'avoir assuré la direction de deux titres, soit États des lieux. Treize poètes américains contemporains (Éditions du Noroît, 2013) et Leçons de ténèbres. Neuf écrivains lisent la poésie d’Anne Hébert (Éditions du Noroît, 2018), Boisclair a signé de nombreux textes critiques dans les revues Contre-jour, Estuaire et Lettres québécoises.
Récipiendaire du prix du Canada de la Fédération canadienne des sciences humaines (2009), du Prix Gabrielle-Roy (2009) ainsi que du Prix de poésie Alain-Granbois (2012), Antoine Boisclair a également été finaliste au prix de l’essai Victor-Barbeau (2009) ainsi qu'au Prix du Premier recueil de poésie L-A Finance en France,,,.

## Œuvres

### Poésie
- Le bruissement des possibles, Montréal, Éditions du Noroît, 2011, 81 p. (ISBN 978-2-89018-713-9)
- Solastalgie, Montréal, Éditions du Noroît, 2019, 81 p. (ISBN 9782897661830 et 9782897661847)

### Essai
- L’École du regard. Poésie et peinture chez Saint-Denys Garneau, Roland Giguère et Robert Melançon, Montréal, Éditions Fides, 2009, 426 p. (ISBN 978-2-7621-2981-6)
- Un poème au milieu du bruit. Lectures silencieuses, Montréal, Éditions du Noroît, 2021, 240 p. (ISBN 9782897663001 et 9782897663018)

### Direction de publications
- Leçons de ténèbres. Neuf écrivains lisent la poésie d’Anne Hébert, Montréal, Éditions du Noroît, 2018, 83 p. (ISBN 9782897661281)
- États des lieux : treize poètes américains contemporains, Montréal, Éditions du Noroît, 2013, 140 p. (ISBN 9782890188433 et 9782890188471)

## Prix et honneurs
- 2009 - Récipiendaire : Prix du Canada de la Fédération canadienne des sciences humaines (pour L’École du regard)[12]
- 2009 - Récipiendaire : Prix Gabrielle-Roy (pour L’École du regard)[9]
- 2009 - Finaliste : Prix de l’essai Victor-Barbeau (pour L’École du regard)[10]
- 2011 - Finaliste : Prix du Premier recueil de poésie L-A Fiance en France[13]
- 2012 - Récipiendaire : Prix Alain-Grandbois (pour Le bruissement des possibles)[11]